# Winchester modelo 52
El Winchester Modelo 52 fue un rifle de cerrojo calibre .22 introducido por Winchester Repeating Arms Company en 1920. Durante muchos años fue el principal rifle de calibre pequeño para competencias de tiro en Estados Unidos, y probablemente en el mundo. Conocido como el "Rey de los .22", el modelo 52 Sporter fue clasificado por la revista Field & Stream como una de "las 50 mejores armas jamás fabricadas" y el historiador de Winchester, Herbert Houze, lo describió como "perfección en el diseño". Sin embargo, en la década de 1970, el diseño empezó a volverse anticuado ante los nuevos modelos desarrollados por Walther y Anschütz. Además el costo de producción del modelo 52 era alto, y producido solo como gancho comercial en ese momento, finalmente se suspendió cuando US Repeating Arms se hizo cargo de la fabricación de rifles Winchester de Olin Corporation en 1980.

## Orígenes
Durante la Primera Guerra Mundial, Winchester determinó que la producción del Modelo 1885 Single Shot no se reanudaría en variantes de fuego central después de la guerra, ni en .22 rimfire (el " mosquete Winder ") Por lo tanto, se necesitaría un nuevo .22 para el entonces muy popular deporte del tiro al blanco; Winchester pensó que los soldados que regresaban se sentirían atraídos por el diseño de cerrojo con el que se habían familiarizado. El rifle que se designará como el Modelo 52 fue diseñado desde cero como un "rifle de precisión": la primera producción del mundo .22 así concebida. 
Inicialmente se esperaba que se pudiera persuadir al Ejército para que comprara un rifle de entrenamiento de cerrojo de pequeño calibre además de, o en lugar de, sus contratos existentes para el Modelo 1885. Sin embargo, a pesar de la apariencia exterior de sus primeras versiones, el Modelo 52 nunca fue un rifle militar, ya que el Ejército solo compró 500 de la producción inicial para la prueba y nunca realizó un pedido al por mayor.

## Desarrollo

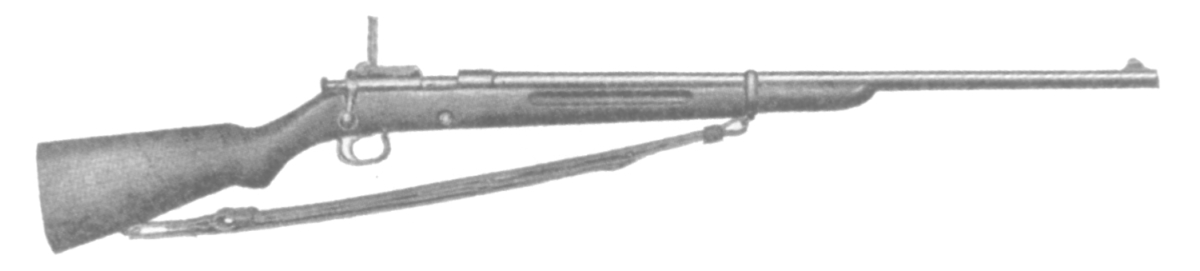
1920 modelo 52

En febrero de 1918, la empresa asignó a los diseñadores Thomas Crosley Johnson y Frank Burton para que comenzaran a trabajar en el nuevo rifle de competición. Johnson tenía más experiencia con las acciones de cerrojo que la mayoría en Winchester (que entonces era principalmente un fabricante de armas de fuego de palanca y de bomba), supervisó la producción del P-14 / M1917 Enfield, además de haber diseñado una serie de prototipos militares. rifles conocidos como Modelos A a D. Johnson quickly obtained approval for a receptor basado en el del Modelo D, junto con un cañón adaptado de la versión de objetivo .22 del Modelo 1885. La culata de la parte posterior del receptor se inspiró en la del Modelo D, que a su vez se había derivado del Modelo 1895 Winchester-Lee; pero incorporó un antebrazo basado en una culata de objetivo Single Shot personalizada diseñada en 1908 por el tirador de la casa de Winchester, el Capitán. Albert F. Laudensack.

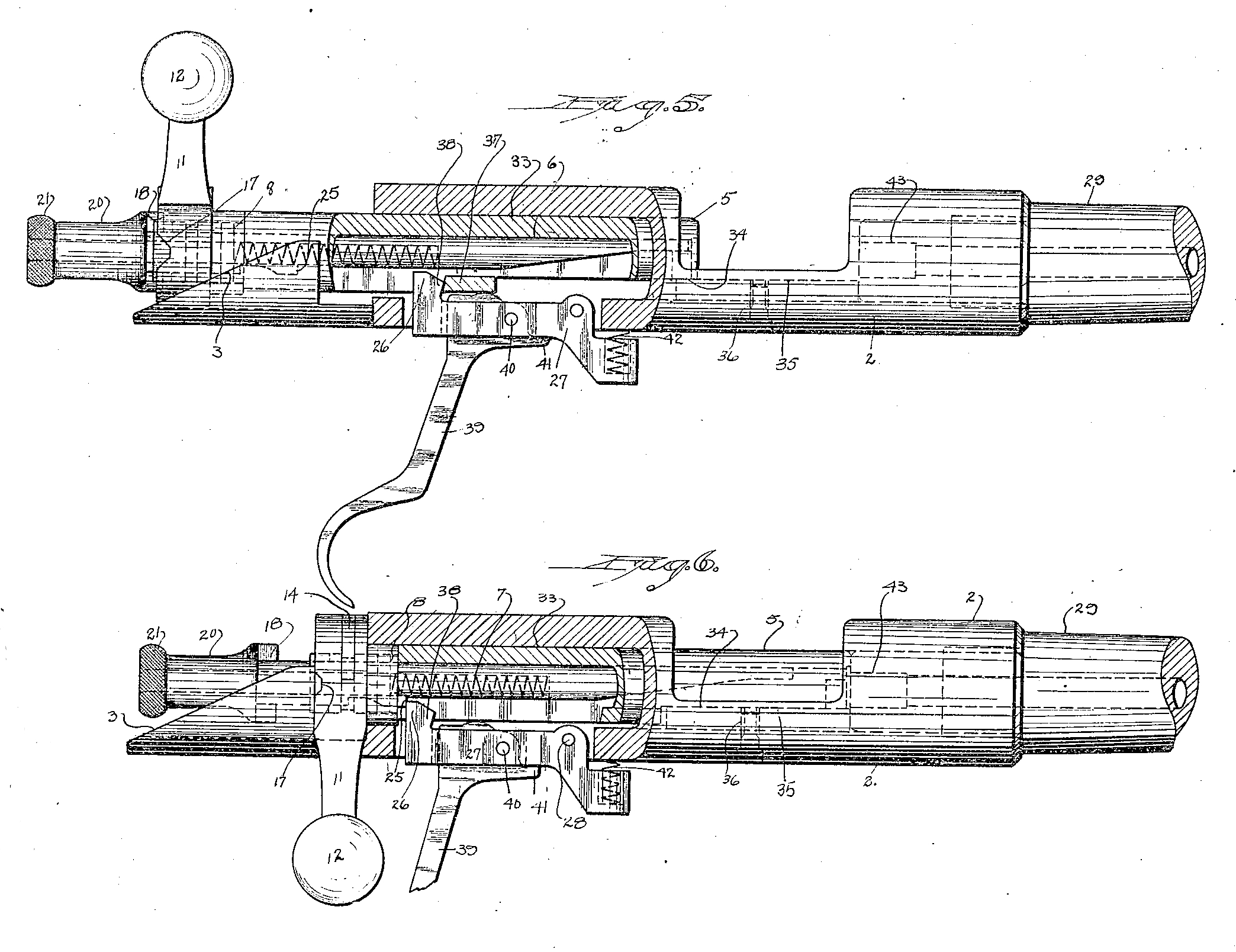
Dibujo de patente del mecanismo

Con el diseño externo definido, Johnson y Burton empezaron con el desarrollo del cajón de mecanismos, entonces conocido como el diseño No. 111, que terminó  con un prototipo de repetición concluido en abril de 1919, el cual fue llevado a Washington donde fue revisado por el coronel Townsend Whelen y el mayor Richard LaGarde.
Whelen recomendó además que las muestras de preproducción se enviaran a tiempo para los partidos nacionales en Caldwell, Nueva Jersey, en agosto. Se prepararon seis prototipos "G22R" y se equipó a cinco ganadores de eventos individuales y fueron utilizados por catorce miembros del victorioso equipo del Trofeo Dewar. Habiendo superado al nuevo Savage Model 19, el nuevo Winchester fue la comidilla del torneo y fue designado Model 52 el 11 de septiembre de 1919. La producción completa comenzó en abril de 1920 (utilizando las líneas y la maquinaria instaladas originalmente para producir el P-14/M1917 Enfield).

## Diseño

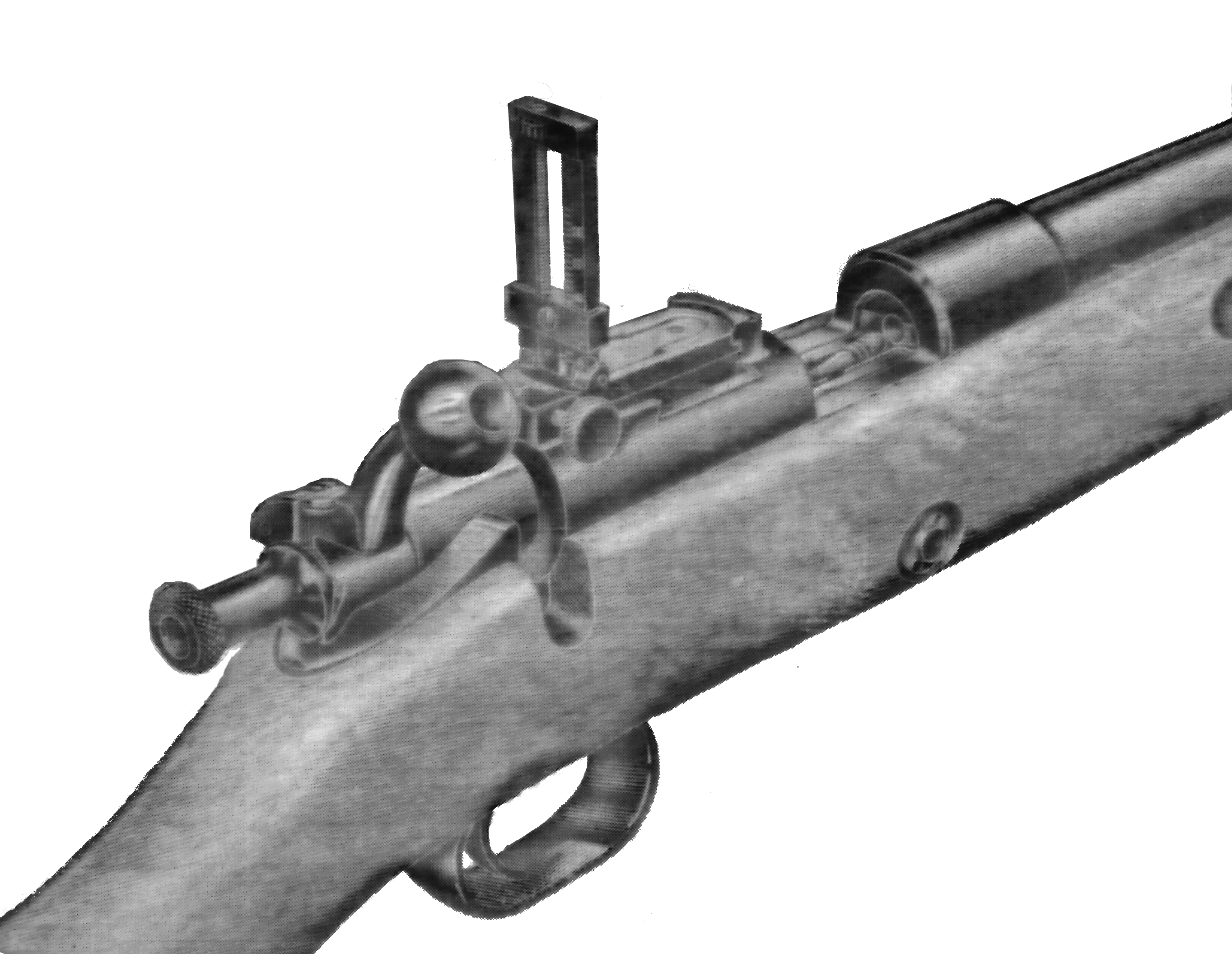
El mecanismo original del Modelo 52, cerrojo abierto

El Modelo 52 tiene un mecanismo de cerrojo con bloqueo trasero no giratorio. El receptor derivado del Modelo D es cilíndrico, perforado y mecanizado a partir de una palanquilla forjada y de un grosor considerable. Las orejetas de bloqueo dobles del cerrojo forman parte del collar giratorio de la manija del cerrojo, proporcionando una acción de leva para sellar la recámara al cerrarse y extraer el casquillo disparado al abrirse. El cerrojo en sí esta socavado en el tercio delantero de su longitud y se monta sobre superficies pulidas; una orejeta que sobresale en el borde delantero atrapa al cartucho fresco en la parte superior en el cargador. La cara del cerrojo se rebajó para rodear el borde del casquillo y es ensanchada para encajar en el anillo del receptor empotrado. Los extractores de garra con resortes opuestos dobles se introdujeron en los lados del cerrojo, lo que proporciona un sistema de alimentación controlada. En la parte trasera de la plataforma de carga se ubicó un eyector fijo tipo pala.
El mecanismo original del gatillo, sistema Johnson, de tipo militar de dos tiempos derivado, nuevamente, de su Modelo D, hizo uso de un fiador horizontal pivotado desde el frente; el gatillo encaja verticalmente a través de una mortaja clavada en el fiador y tenía una forma en la parte superior para que se leva contra la parte inferior del cerrojo y presione el conjunto, liberando el percutor; era un diseño de cierre de gallo. El delantero de una pieza terminaba en una pieza de amartillar estriada similar a Springfield. El seguro del ala estaba montado en el lado izquierdo del receptor; cuando se enganchó, bloqueó físicamente la pieza de amartillar y la movió ligeramente hacia atrás, desconectando el enlace del gatillo.

## Historial de producción
El Modelo 52 pasó por muchos cambios durante sus sesenta años de producción, que no fueron sistemáticos: las mejoras en el mecanismo, culata y otras partes se realizaron ad hoc, y es más claro tratar estas modificaciones por separado en lugar de como "modelos".

### Cajón de Mecanismo
- Speed Lock (1930): Frank Burton reemplazó el gatillo  de estilo militar de Johnson por un nuevo gatillo con un pivote bajo y una muesca en el fiador trasero, lo que reduce su recorrido en un 75 % permitiendo ajustar el peso. Además Burton rediseñó el percutor para reducir su recorrido de aproximadamente 0,5" (12 mm) a 0,125" (3 mm): todo lo cual resultó en un menor tiempo de bloqueo, resultando en una mayor precisión. En este y todos los sistemas posteriores del M52 el mecanismo se arma al abrirse, como un Mauser. Burton diseñó cuidadosamente el Speed Lock para que se ajuste al receptor y al cuerpo del cerrojo existentes sin modificaciones. Winchester durante algunos años ofreció un kit de conversión para 52 "slowlock" más antiguos.
- Modelo 52A (1935, no conocido como tal hasta 1936): se había observado que la bisagra del dispositivo del seguro era propenso a doblarse y luego ejercería presión lateral sobre el perno, lo que podría causar que el metal relativamente delgado detrás de la orejeta de bloqueo izquierdo del cerrojo se agriete. Por lo tanto, esta bisagra se acortó en 0,08 pulgadas, lo que elimina el problema de la flexión y permite que la pared del receptor trasero izquierdo se haga más grueso.
- Adaptador de monotiro (1935): Este adaptador era un cargador falso con una parte superior con forma para facilitar la carga manual.
- Modelo 52B, Speed Lock "mejorado" (1937): Laudensack reemplazó el seguro original del ala izquierda con un seguro de placa deslizante más conveniente en el lado derecho del receptor. El diseño del 52B también elevó la pared del receptor izquierdo junto al cargador más alto que el derecho, mientras que en versiones anteriores ambos lados estaban al ras con la plataforma de carga. Laudensack también modificó el mecanismo Speed Lock, incluida la adición de un resorte de retorno del gatillo ajustable y un émbolo de desconexión del fiador con resorte. Desafortunadamente, este Speed Lock revisado resultó inmediatamente impopular, la mayoría de los tiradores consideraron que tenía una vibración y una fluencia excesivas en comparación con el original, así como con el "Miracle Trigger" del nuevo Remington 37, el primer competidor estadounidense serio del 52.
- Receptor de "parte superior redonda" : el modelo 52 original tenía un plano fresado en la parte superior del puente del receptor con una cola de milano mecanizada para el montaje de la mira. Los receptores de tapa redonda estaban disponibles por pedido especial ya en 1931, como el modelo n. ° 5205R, que estaba equipado con la mira de apertura Lyman 48T montada en el lado derecho del receptor. Introducido en 1934 , el modelo Sporting también venía equipado con el receptor redondo. Con la introducción del modelo "B" en 1937, los receptores redondos también se convirtieron en una opción en los modelos objetivo. El "flat-top" se suspendió en 1946 (en realidad no se había fabricado ninguno desde 1941) y todos los 52 de la posguerra tenían la forma de techo redondo.
- Modelo 52C (1951): durante la pausa de la guerra, el Comité de recomendación de producción de posguerra propuso que cuando se reanudara la fabricación del Modelo 52, el gatillo Estilo B mal recibido debería reemplazarse con un diseño completamente nuevo. Al final, Winchester regresó al 52B cuando terminó la guerra, pero mientras tanto se llevó a cabo un estudio científico extenso (y lento) de los mecanismos de bloqueo. El resultado fue el gatillo Micro-Motion de dos palancas de Harry Sefried, introducido en 1951. Ajustable para tirar de peso entre 2,5 y 6 lbs,[note 6] y recorrido entre .030 y un casi imperceptible .003 pulgadas, el Micro-Motion fue un éxito instantáneo y se consideró el nuevo estado del arte en seguros de gatillo de rifles de competición.
- Modelo 52D (1961): en 1956, el equipo olímpico de fusileros de EE. UU. encargó diez Model 52C personalizados para los próximos Juegos de Melbourne. Estos se convirtieron en los prototipos del Style D cuando Winchester decidió rediseñar todo el rifle literalmente con bloqueo, culata y cañón. La acción 52D difería de sus predecesores en que era de un solo disparo: la eliminación de la apertura del cargador en la base del receptor hizo que todo el conjunto fuera más rígido y (teóricamente) más preciso. También había un nuevo bloqueo de gatillo Micro-Motion basado en el Estilo C pero con una geometría diferente y ajustable a tan solo una libra. En la versión International Match (1969), se ofreció un conjunto de gatillo del maestro armero Karl Kenyon o un gatillo fijo ISU como alternativas al gatillo Winchester.
- Modelo 52E (1969): el modelo 52E era un modelo D con el receptor fresado para aceptar un bloque de asiento de aluminio/orejeta de retroceso (solo instalado en las versiones International Match, 3-Position tendido), y que tenía, por primera vez tiempo en un modelo de 52 objetivos, orificios de montaje del telescopio taladrados y roscados en el receptor delantero. La geometría de alimentación de carga también se modificó ligeramente con respecto a la del Estilo D, y en la producción posterior se aplanó el mango del cerrojo. Los catálogos de Winchester de la época enumeraban todos los modelos 52 como 52D o como modelos "internacionales"; Podría decirse que el "52E" nunca existió como un estilo separado, sino que surgió de los números de serie con el prefijo E exigidos por la Ley de Control de Armas de 1968 .[note 7]

### Culatas
- Modificación de Laudensack (1924-1930):  dimensiones de culata que el M1903 Springfield y los primeros evaluadores del rifle habían sugerido que la longitud de tracción era demasiado corta. La empuñadura de semipistola se engrosó en la muñeca y se le dio un perfil más completo, una curva más profunda y un extremo cuadrado. El paso de la culata se cambió de perpendicular al peine a casi perpendicular al eje del cañón.
- Stock de "semi-cola de castor" (1930-1948): antebrazo ensanchado a un perfil trapezoidal de fondo plano; se omiten las ranuras para los dedos; caída reducida de nuevo. El acabado de aceite reemplazó al barniz. Con ligeras modificaciones pasó a llamarse Standard Target Stock en 1934.Archivo:Win26958bro1707model52.jpg Folleto de 1940 que muestra las existencias de Standard y Marksman

Folleto de 1940 que muestra las existencias de Standard y Marksman

- Culata de objetivo especial (opcional 1934-36): similar a la culata de objetivo estándar, pero con una culata más alta y ancha.
- Modelo deportivo (1934–58) Véase más abajo .
- Eslinga giratoria delantera ajustable (1935), que requería alargar el antebrazo en 1,25".
- Culata de tirador (opcional desde 1936, estándar de 1948 a 1961): esta culata pesada diseñada por Laudensack con peine alto y antebrazo completo de cola de castor se vendió más que la culata de objetivo estándar, a la que eventualmente reemplazó. En lugar de la banda de cañón externa de la culata estándar, el Marksman usó una banda ligera fijada dentro del guardamanos cuadrado; esto sería reemplazado por una montura de pilar después de la guerra (Marksman 1A). Había dos versiones ligeramente diferentes: el Marksman 1 para miras telescópicas o de alto alcance, y el Marksman 2 (1938) para miras de altura estándar. Cama blanda en 1948. Descontinuado en 1961.
- Acciones de Montecarlo (1953-1959) : Una culata modificada para el modelo Sporting con culata revisada y carrillera enrollable muy ampliada.
- Culata Model D Marksman (1961-1980): esta culata muy pesada con empuñadura de pistola completa, culata grande de caída cero y la bengala del antebrazo extendida hacia atrás hasta la manija del cerrojo introdujo el cañón flotante en la línea Model 52; también presentaba un riel debajo del antebrazo para montar empuñaduras y otros accesorios. (Esta culata le debía poco a los rifles olímpicos de 1956, que tenían culatas de estilo libre Dick Morgan personalizadas).
- Culata International Match (opcional a partir de 1969): una culata de orificio para el pulgar de estilo libre Al Freeland con cantonera Schützen ajustable; menos de 750 fabricados. Renombrado Internacional de 3 posiciones en 1975.
- Culata internacional tumbada (opcional desde 1975): una variante de la International Match destinada al tiro tumbado. Solo se fabricaron 37.

### Cañones
- Objetivo estándar : 28", 1" en el receptor que se estrecha hasta 0,75"
- Heavy Target (opcional 1927-1961): 28 ", 1" en el receptor que se reduce a .875 "
- Bull Barrel (opcional 1939-1960): 28 ", 1,125" en el receptor que se estrecha hasta 0,875 ". Los Bull-guns modelo 52 venían exclusivamente con la culata Marksman.
- Sporting (1934-1959): 24 ", .830" en el receptor que se reduce a .555 "
- Modelo D Heavy Target (opcional desde 1961): 28 ", 1.0625" en el receptor que se reduce a .875 "
- International Match (desde 1969, con culatas International Match / 3P / Prone): patrón de objetivo pesado, estriado de precisión y pulido con plomo, con un bozal rebajado (omitido en los últimos ejemplos). La cámara se cortó a mano con tales tolerancias que un cartucho no podía asentarse completamente con la presión de los dedos.
- Los cañones  de acero inoxidable y acero al níquel se ofrecieron brevemente en 1930-33

#### Abiertas

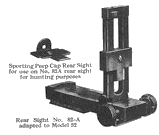
mira de apertura 82A

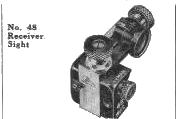
Mira de apertura Lyman 48

## El modelo deportivo
El Sporter era un rifle de lujo. Si bien Winchester ya tenía la reputación de ser el Cadillac de los fabricantes de armas estadounidenses, el 52 Sporter se fabricó con un grado de precisión y acabado apropiado para un taller de armería personalizado. Es un diamante en un campo de vidrio astillado: el rifle para los conocedores". Field & Stream nombró a la 52 Sporter como una de las "50 mejores armas jamás fabricadas", calificándola de "inigualable en belleza y precisión".